# Ceratopogon univittatus
Ceratopogon univittatus är en tvåvingeart som först beskrevs av Zetterstedt 1838.  Ceratopogon univittatus ingår i släktet Ceratopogon och familjen svidknott.
Artens utbredningsområde är Sverige. Inga underarter finns listade i Catalogue of Life.